# 福冈医疗短期大学
福冈医疗短期大学（日语：／ Fukuoka Iryō Tankidaigaku *），简称医短（いたん），是一所位于日本福冈县福冈市早良区的私立短期大学。

## 概要

### 简介
- 源流成立于1981年[1]、短期大学为于1997年开办[1]、由学校法人福冈学园经营[2]。

### 历史
- 1997年 福冈医疗短期大学成立并同时设置牙科卫生学科[注 1]。
- 2000年 保健福利学科[注 2]成立。
- 2003年 牙科卫生学科[注 1]入学生的修业年限变更从二年到三年。

## 学校环境
- 校区：在福冈县福冈市早良区

## 历任校长
- 青野一哉：第一代短期大学校长[3]。
- 栢豪洋：现在短期大学校长[4]

## 组织

### 学科
- 牙科卫生学科[注 1]
- 保健福利学科[注 2]

### 专科
- 口腔保健卫生学专攻[注 3]

### 业余课程
- 没有